# Indische meelmot
De Indische meelmot (Plodia interpunctella), die vaak ook vruchtmot wordt genoemd, is een zogenaamde voorraadmot die verspreid over de gehele wereld voorkomt. Een mot (nachtvlinder) is vooral 's nachts actief en vliegt vooral rondom lichtbronnen. Anders dan de (larve van de) klerenmot doet de voorraadmot zich niet te goed aan textiel maar aan granen, diervoer en zelfs cacao. Zelfs polyethyleen kan de mot verteren, waardoor ze zich door plastic verpakkingen heen kunnen vreten.
De larve spint een soort rag in deze vezelrijke producten. De larve groeit uit tot een rups van zo'n 12 millimeter en spint dan een zijden cocon waar ze zich kan verpoppen.
De Indische meelmot is ongeveer 1 centimeter groot en heeft, als hij stilzit en zijn vleugels tegen zijn lijf aan heeft, een rood bruin uiterlijk met achter zijn kopje een crèmewitte band. Heeft de mot zijn vleugels echter uitgeslagen dan blijken zijn vleugels crèmekleurig te zijn met op de buitenste vleugeluiteinden een rood bruin uiteinde.

## Bestrijding
Het is niet eenvoudig de meelmot uit een woning te verdrijven. De gehele geïnfecteerde voedselvoorraad dient te worden verwijderd. Vervolgens maakt men de opslagplaatsen goed schoon, ook de kieren en naden. Uitgevlogen mannetjesmotten kunnen met een feromoonval worden gevangen.
Eitjes of larven van deze voorraadmot kunnen worden gedood door aangetaste producten te koelen of te verhitten. Een temperatuur van -12 °C gedurende vijf dagen doodt de eitjes en de larven. Ook 30 minuten lang verhitten met een temperatuur van 60 °C is effectief. In de praktijk is soms een langere koelings- of verhittingsduur nodig.
Schoonmaken kan geschieden met azijn. De mot kan daar niet tegen. Ook etherische oliën van onder meer lavendel zijn geschikt om het dier weg te houden uit voorraadkasten. Na circa 1 maand – de ontwikkelingsfase van de mot – kan worden gezegd of de verdelging gelukt is. Indien de mot toch weer opduikt kan het inroepen van deskundige hulp worden overwogen.

## Afbeeldingen

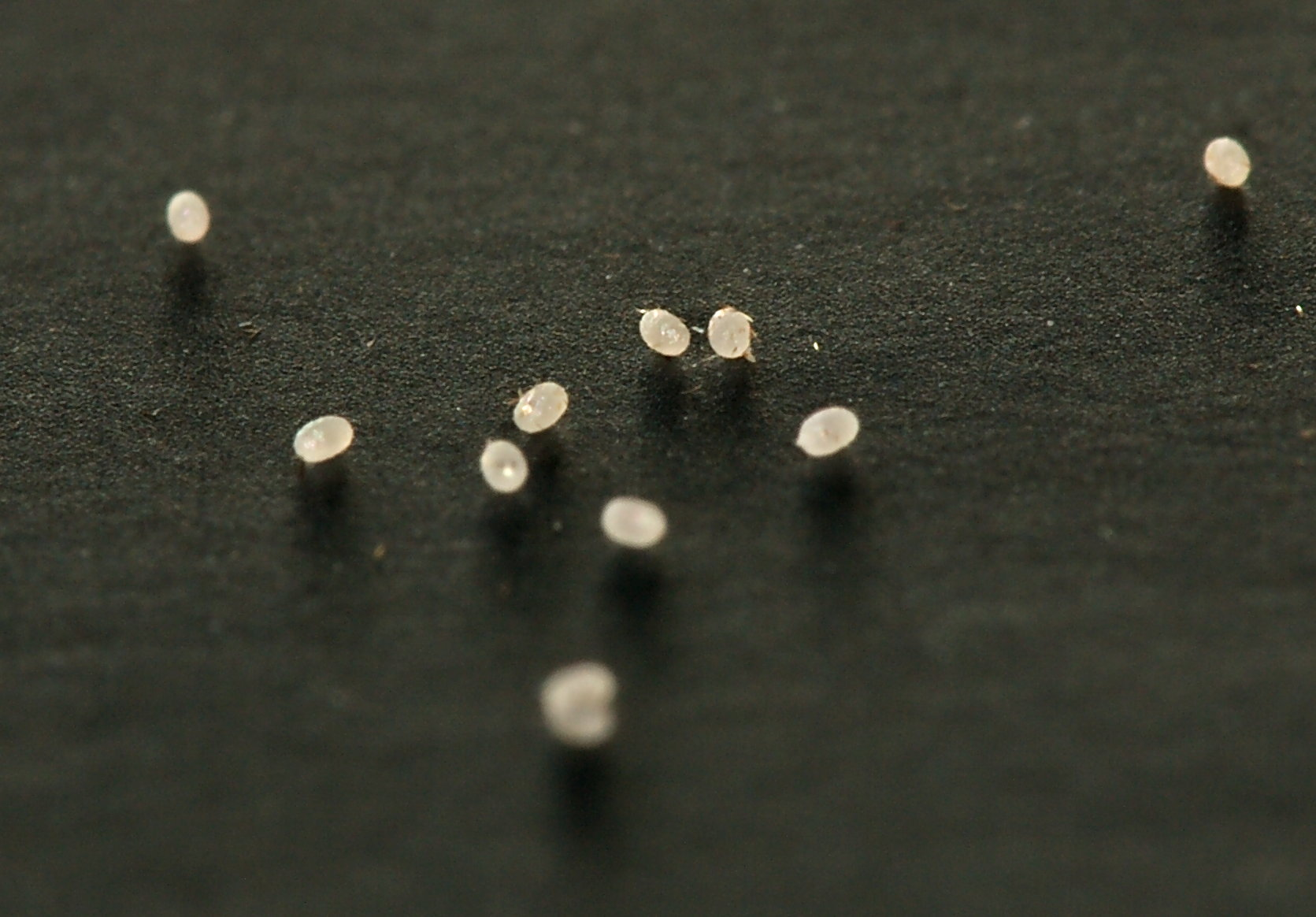
Eitjes
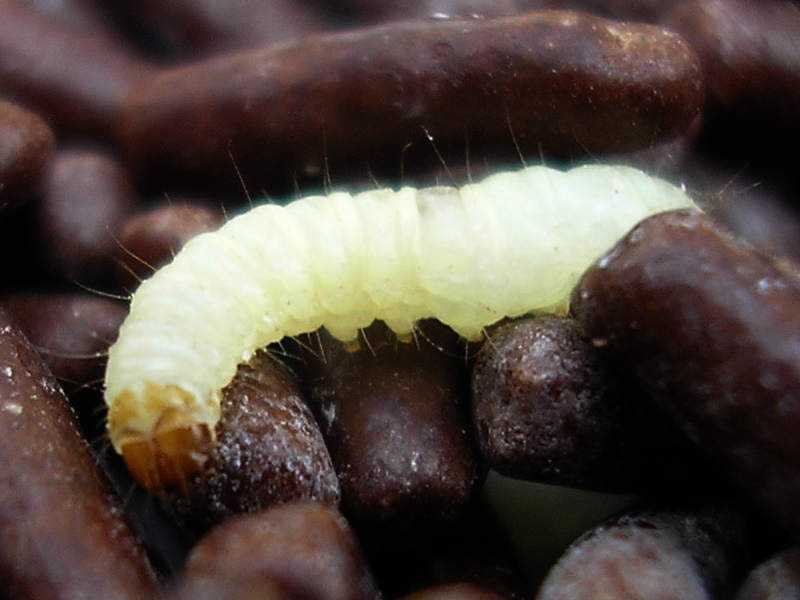
Rupsje op hagelslag
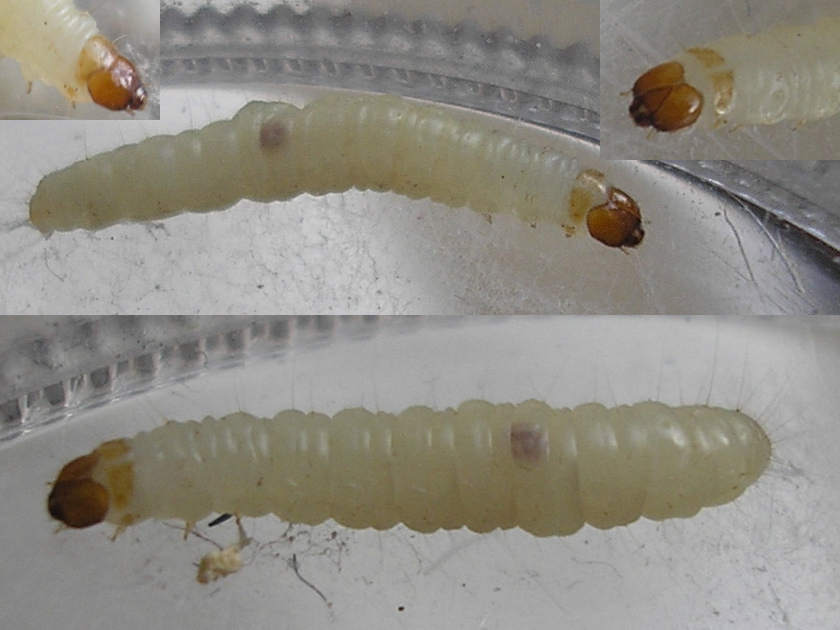
Rupsje
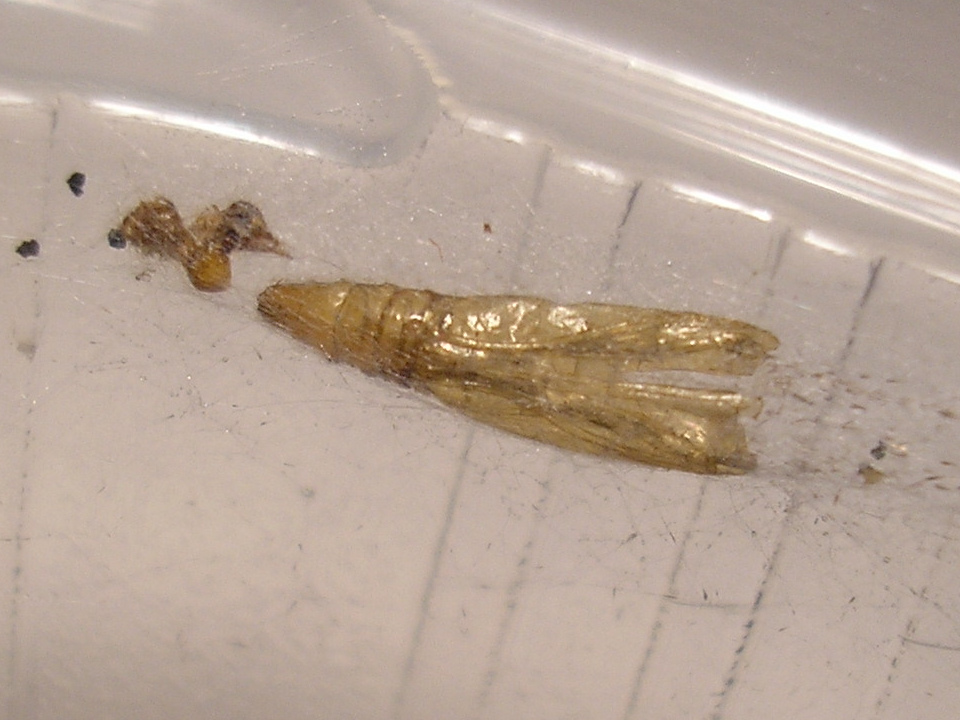
Lege pop
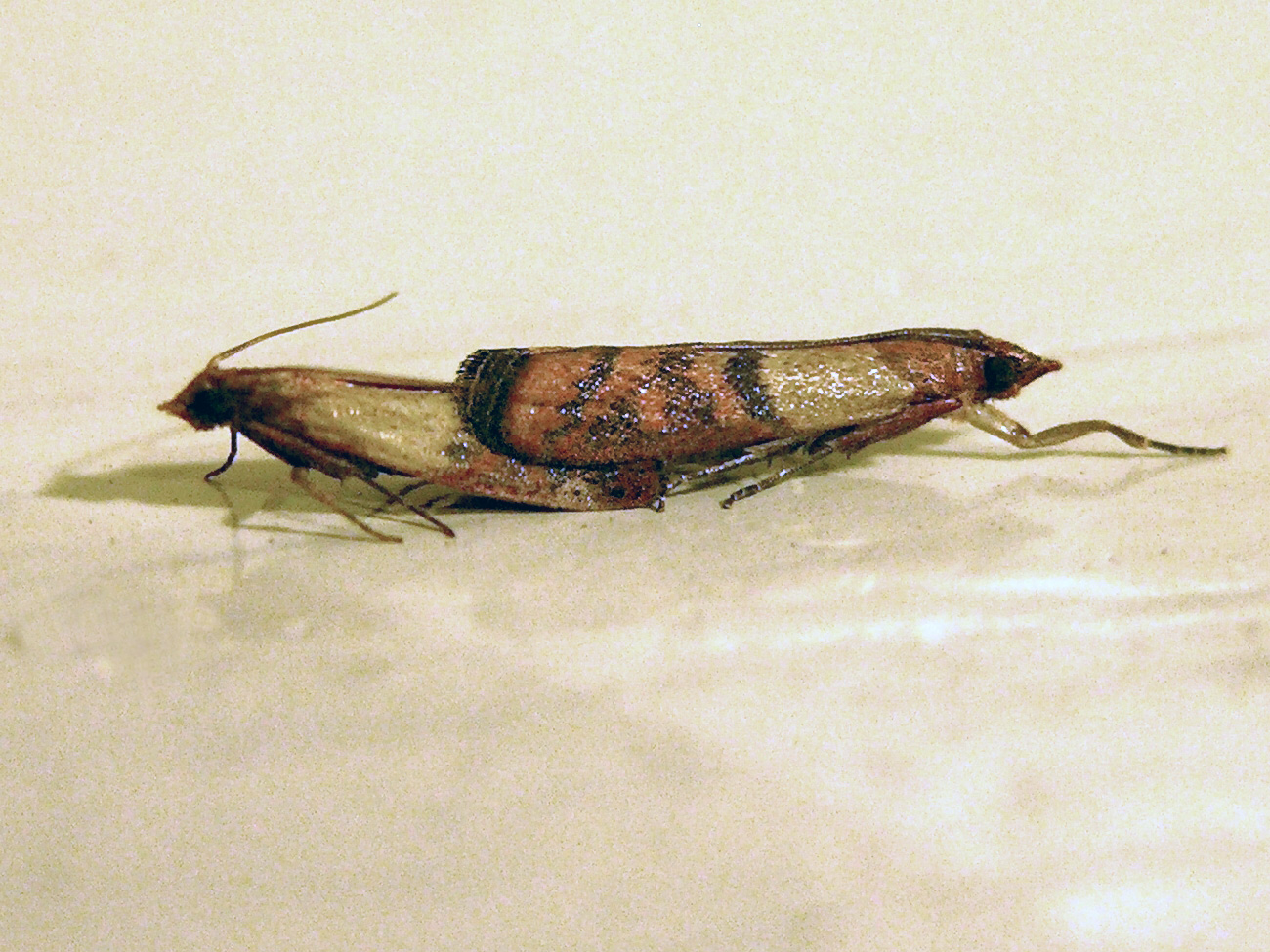
Paring